# مارکوس رمسیرو
مارکوس رمسیرو (انگلیسی: Marcos Remeseiro؛ زادهٔ ۲۱ ژوئیهٔ ۱۹۹۲) بازیکن فوتبال اهل اسپانیا است.
از باشگاه‌هایی که در آن بازی کرده‌است می‌توان به باشگاه فوتبال دپورتیوو لاکرونیا اشاره کرد.